# Hernandia moerenhoutiana
Hernandia moerenhoutiana là một loài thực vật có hoa trong họ Hernandiaceae. Loài này được Guill. miêu tả khoa học đầu tiên năm 1837.